# خندق ماريانا

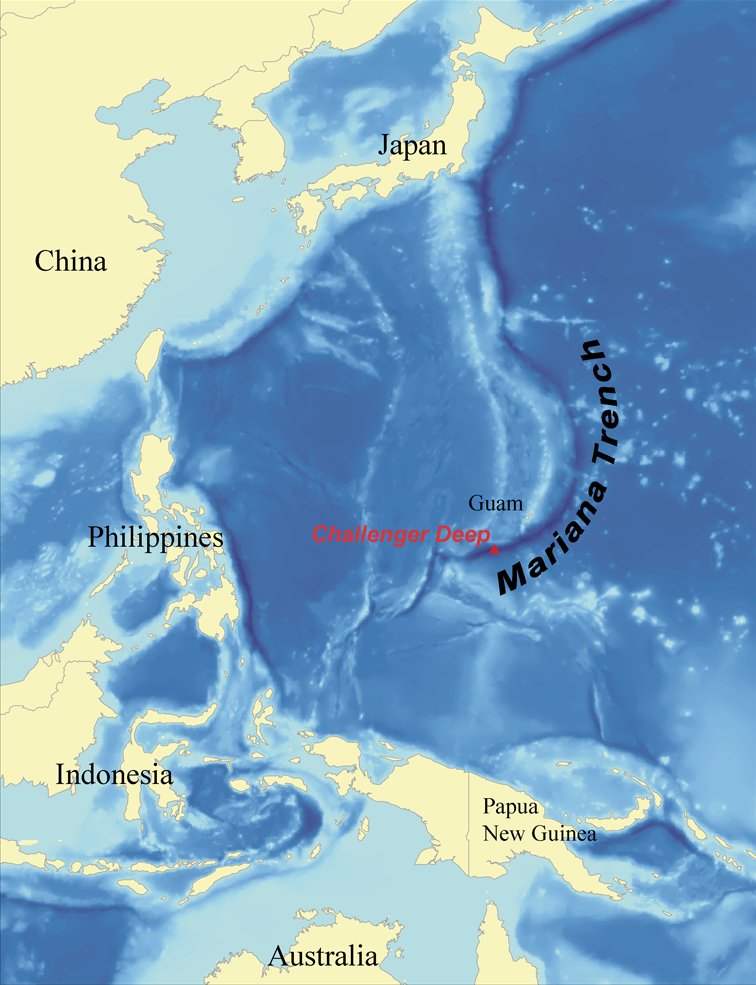
صورة توضح موقع خندق ماريانا

خندق ماريانا، (بالإنجليزية: Mariana Trench)‏، أعمق نقطة على سطح الكرة الأرضية وتقع في غرب المحيط الهادي إلى الشرق من جزر ماريانا الشمالية. يبلغ طول الخندق حوالي 2550 كيلومتر ويبلغ عرضه 70 كيلومترا وهو هلالي الشكل. يصل عمق أبعد نقطة في خندق ماريانا حوالي 11.03 كيلومتر تحت سطح البحر وهي <((تشالنجر)). إذا كانت قمة جبل إفرست (أعلى جبل على الأرض بارتفاع يَبلغ 8,848 متراً) قد وُضعت في أعمق نقطة في خندق ماريانا، فسيَظل هناك 2,076 متراً من الماء فوقها.
جزء من نظام قوس إيزو-بونن-ماريانا يُشكل حدوداً بين صفيحتين تكتونيّتين، حيث أن الحافة الغربية لصفيحة الهادئ تزلق تحت صفيحة ماريانا الصغيرة. بسبب أن صفيحة الهادئ هي أكبر الصفائح التكتونية على الأرض على الإطلاق، وقد مضى على المادة القشرية عند حافتها الغربية وقت طويل منذ تكونها (قبل ما يَصل إلى 170 مليون عام) مما جعلها تكتنز وتصبح كثيفة للغاية، فإن ارتفاعها يَختلف بشكل هائل بالنسبة إلى صفيحة ماريانا عند النقطة التي تنزلق فيها قشرة صفيحة الهادئ. وهذه المنطقة العميقة هي مكان خندق ماريانا. وحركة هاتين الصفيحتين مسؤولة أيضاً عن تكوّن جزر ماريانا.
عند قاع الخندق حيث تلتقي الصفيحتان، يُولد عمود الماء فوق ضغطاً يَبلغ 108.6 ميجا باسكال، وهذا يُعادل أكثر من ألف ضعف الضغط الجوي القياسي عند مستوى البحر. وتقع فيها محمية خندق ماريانا الوطنية.
بسبب أن الأرض ليست كرويّة تماماً، فإن الخندق ليس أقرب جزءٍ من قاع البحر إلى مركز الأرض - فجزء من قاع المحيط المتجمد الشمالي أقرب بـ13 كيلومتراً على الأقل إلى مركزها من قاع الخندق.

## التسمية
تعود تسمية الخندق لجزر ماريانا المسماة بواسطة انغولا عام 1668 , والتي كانت مستعمرة إسبانية، وقد سميت الجزر بهذا الاسم تكريما لملكة إسبانيا ماريانا من النمسا أرملة ملك إسبانيا فيليب الرابع.

## الحياة في الخندق
في أوائل عام 2010، كشفت دراسة للحياة في خندق ماريانا عن وجود مركبات لكالكاريوس في عيّنات أخذت من عمق تشالنجر، وهي عبارة عن صفائح من كربونات الكالسيوم لطحالب صغيرة تسمى «الكوكّولِثوفورات»، إضافة إلى شظايا من أشكال حياة من العوالق. وقد بنت هذه المخلوقات المجهرية بيوتها من مواد مثل السيليكا والمعادن مثل الكوارتز، والتي يُعتقد أنها وصلت إلى هذا العمق عن طريق «ثلج بحري» سريع الغرق انجرف في المحيط.